# Тяньга
Тяньга — река в России, протекает по Тамбовской и Пензенской областям. Устье реки находится в 29,2 км по левому берегу реки Орлев. Длина реки — 44 км, площадь водосборного бассейна — 272 км².
- В 31 км от устья, по левому берегу реки впадает река Кянда.

## Данные водного реестра
По данным государственного водного реестра России относится к Окскому бассейновому округу, водохозяйственный участок реки — Цна от города Тамбов и до устья, речной подбассейн реки — Мокша. Речной бассейн реки — Ока.
Код объекта в государственном водном реестре — 09010200312110000029706.